# فانغارد 3
فانغارد 3 قمر صناعي علمي أطلقته الولايات المتحدة الأمريكية على متن الصاروخ فانغارد SLV-7. في 18 سبتمبر عام 1959  ضمن برنامج فانغارد.
تم اطلاق فانغارد 3 من قاعدة كيب كانافيرال للقوات الجوية
و هو الإطلاق الثالث الناجح للصاروخ فانغارد ضمن إحدى عشر محاولة

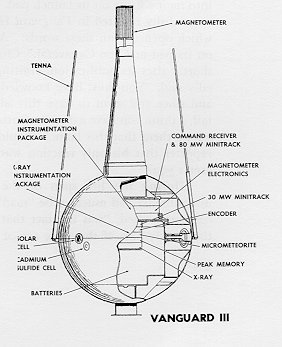
رسم تخطيطي لفانغارد 3

## الإطلاق
تم اطلاق فانغارد 3 من قاعدة كيب كانافيرال للقوات الجوية من المنصة 18 على متن الصاروخ فانغارد SLV-7 .في 18 سبتمبر عام 1959 الموافق 15/ربيع الأول/1379هجري الساعة الخامسة وعشرين دقيقة (التوقيت الدولي)
و هو الإطلاق الثالث الناجح للصاروخ فانغارد ضمن إحدى عشر محاولة سابقة

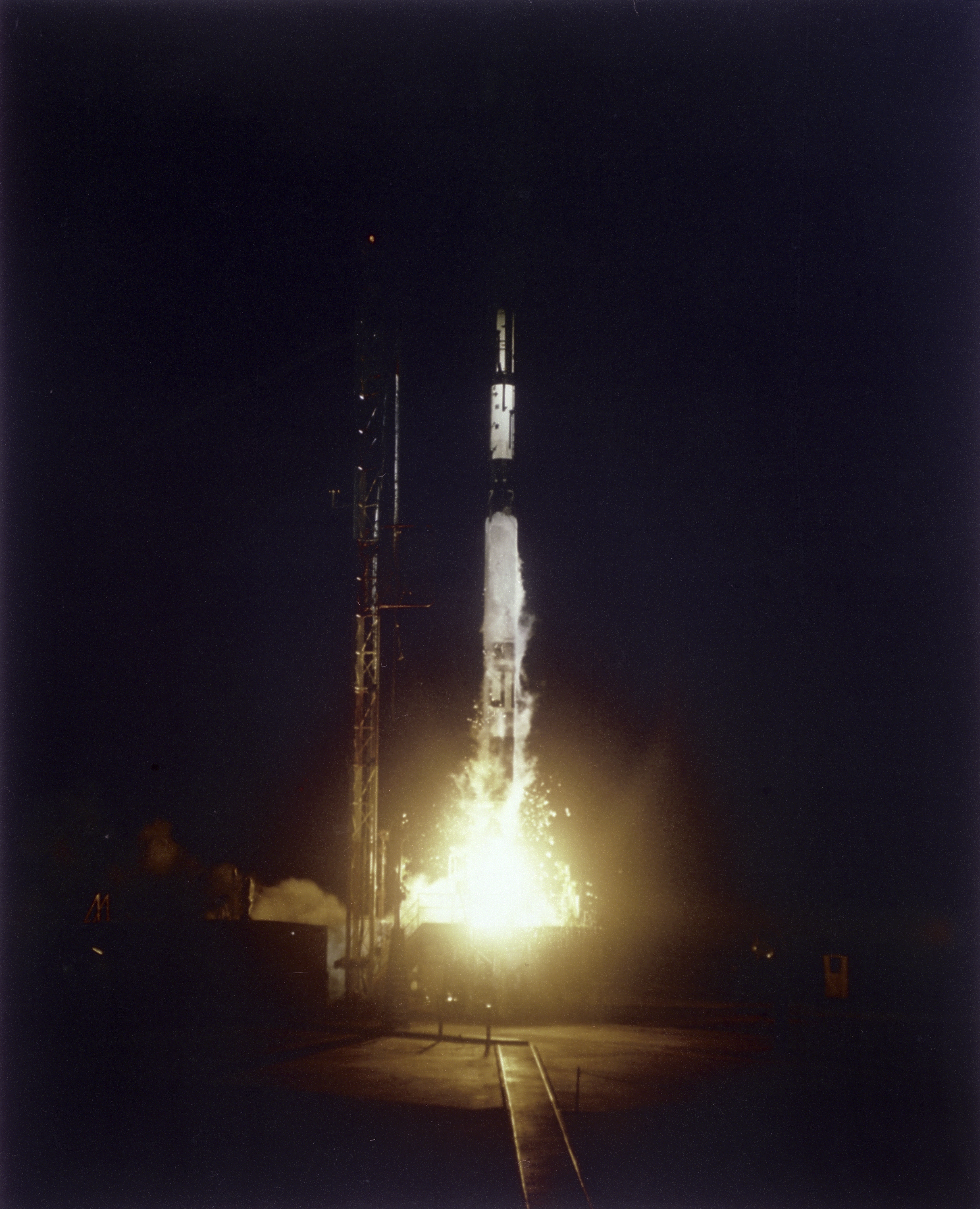
SLV-7 لحظة اطلاق القمر الصناعي على متن الصاروخ فانغارد

## المهمة
مهمة القمر الصناعي فانعارد 3 قياس الغلاف المغناطيسي للأرض
و دراسة الأشعة السينية الصادرة من الشمس و تأثيرها على الغلاف الجوي الأرضي ودراسة النيازك الصغرية القريبة من بئية الأرض 